# ماتيو سيرافاني
ماتيو سيرافاني (بالإيطالية: Matteo Serafini)‏ هو لاعب كرة قدم إيطالي، ولد في 21 أبريل 1978 في بريشا في إيطاليا. لعب مع نادي إمبولي ونادي برو باتاريا ونادي بريشيا ونادي بياتشينزا ونادي سيينا ونادي فيتشينزا ونادي فينيزيا ونادي كاتانيا ونادي كريمونيسي ونادي ليفورنو.

## وصلات خارجية
- ماتيو سيرافاني على موقع قاعدة بيانات كرة القدم.إي يو (الإنجليزية)
- ماتيو سيرافاني على موقع Soccerway.com (الإنجليزية)